# Bulino (costellazione)
Il Bulino (in latino Caelum) è una costellazione meridionale minore, introdotta da Nicolas Louis de Lacaille. Rappresenta due bulini da scultore incrociati.

## Caratteristiche

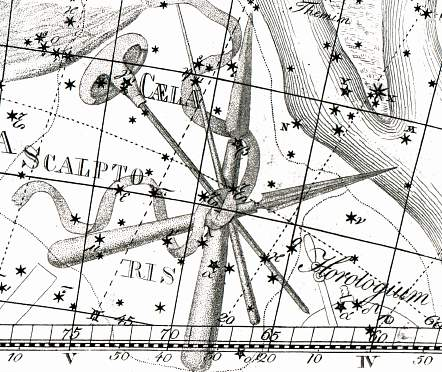
Il Bulino rappresentato da Johann Bode.

Il Bulino è una costellazione piccola e decisamente oscura, stretta fra le più appariscenti costellazioni di Eridano ad ovest e della Colomba ad est; è completamente priva di oggetti brillanti: la sua stella più luminosa è infatti solo di quarta magnitudine. Per individuarne le poche stelle visibili ad occhio nudo, è possibile partire dalla costellazione della Colomba e dirigersi verso ovest di alcuni gradi. Possiede solo sei stelle più luminose della magnitudine 6,0.
Il periodo più propizio per la sua osservazione nel cielo serale ricade nei mesi compresi fra ottobre e febbraio, coincidenti con l'autunno boreale; occupa una piccola parte di quella vasta regione di cielo che dalle città boreali appare completamente priva di stelle nelle sere d'autunno verso sud. Dall'emisfero australe è maggiormente visibile, poiché la sua declinazione è moderatamente australe, ma resta comunque di difficile reperimento.

### Stelle principali
- α Caeli è una stella gialla di magnitudine 4,44, distante 66 anni luce; è la stella più appariscente della costellazione.
- γ¹ Caeli è una stella binaria formata da un gigante arancione di magnitudine apparente 4.6 e di una compagna molto più debole di ottava magnitudine.

### Stelle doppie
L'unica stella doppia con una separazione delle componenti superiore ai 10" è la ν Caeli, composta da una stella gialla di sesta magnitudine con una compagna di nona grandezza.
| Principali stelle doppie |                                          |                                          |             |             |                                 |        |
| Nome                     | Coordinate equatoriali all'epoca J2000.0 | Coordinate equatoriali all'epoca J2000.0 | Magnitudine | Magnitudine | Separazione (in secondi d'arco) | Colore |
| Nome                     | AR                                       | Dec                                      | A           | B           | Separazione (in secondi d'arco) | Colore |
| ν Caeli                  | 04h 40m 16s                              | -41° 19′ 16″                             | 6,06        | 9,3         | 13,6                            | g + g  |
| γ1 Caeli                 | 05h 04m 24s                              | -35° 28′ 58″                             | 4,62        | 8,7         | 3,0                             | ar + g |

### Stelle variabili
Fra le stelle variabili della costellazione la più appariscente in fase di massima è la R Caeli, una Mireide che in oltre un anno oscilla fra la sesta e la quattordicesima magnitudine.
| Principali stelle variabili |                                          |                                          |             |             |                  |                       |
| Nome                        | Coordinate equatoriali all'epoca J2000.0 | Coordinate equatoriali all'epoca J2000.0 | Magnitudine | Magnitudine | Periodo (giorni) | Tipo                  |
| Nome                        | AR                                       | Dec                                      | Max.        | Min.        | Periodo (giorni) | Tipo                  |
| R Caeli                     | 04h 40m 30s                              | -38° 14′ 07″                             | 6,7         | 13,7        | 390,95           | Mireide               |
| X Caeli                     | 05h 04m 26s                              | -35° 42′ 18″                             | 6,28        | 6,39        | 0,1352           | Pulsante (Var. δ Sct) |
| Z Caeli                     | 04h 52m 35s                              | -43° 03′ 38″                             | 7,84        | 7,99        | 52:              | Semiregolare pulsante |

## Oggetti del cielo profondo
Non sono presenti oggetti galattici e le galassie visibili in questa parte di cielo sono piuttosto deboli; l'unica che supera la undicesima magnitudine è NGC 1679, una galassia irregolare situata nella parte settentrionale della costellazione e osservabile con un telescopio amatoriale di media potenza.
| Principali oggetti non stellari |                                          |                                          |          |             |                                        |              |
| Nome                            | Coordinate equatoriali all'epoca J2000.0 | Coordinate equatoriali all'epoca J2000.0 | Tipo     | Magnitudine | Dimensioni apparenti (in primi d'arco) | Nome proprio |
| Nome                            | AR                                       | Dec                                      | Tipo     | Magnitudine | Dimensioni apparenti (in primi d'arco) | Nome proprio |
| NGC 1679                        | 04h 49m 55s                              | -31° 58′ 03″                             | Galassia | 11,6        | 2,7 x 2,0                              |              |

## Sistemi planetari
| Sistemi planetari |                                          |                                          |             |                |                              |
| Nome del sistema  | Coordinate equatoriali all'epoca J2000.0 | Coordinate equatoriali all'epoca J2000.0 | Magnitudine | Tipo di stella | Numero di pianeti confermati |
| Nome del sistema  | AR                                       | Dec                                      | Magnitudine | Tipo di stella | Numero di pianeti confermati |
| RR Caeli          | 04h 21m 06s                              | -48° 09′ 07″                             | 14,4        | Nana rossa     | 2 ((AB)b, (AB)c)             |
| LHS 1678          | 04h 32m 43s                              | -49° 47′ 12″                             | 12,48       | Nana rossa     | 3 (b, c, d)                  |
| HD 30669          | 04h 48m 29s                              | -28° 25′ 09″                             | 9,11        | Nana gialla    | 1 (b)                        |